# República de Kosova (1990-2000)
A República de Kosova (Albanês: Republika e Kosovës) foi um estado secessionista proclamado em 1991 por um parlamento paralelo representando a população albanesa de Kosovo. Ele estabeleceu suas próprias instituições políticas paralelas em oposição às instituições dominadas por sérvios da Província Autônoma de Kosovo e Metohija.
A República de Kosova foi formalmente dispensada em 2000 quando suas instituições foram substituídas pela Junta Interina de Estruturas Administrativas estabelecidas pela Missão de Administração Interina das Nações Unidas no Kosovo. A República de Kosova foi somente reconhecida pela Albânia.

## História

### Proclamação da República de Kosova
A Província Autónoma Socialista do Kosovo foi estabelecida em 1974 com um alto degrau de autonomia dentro da República Socialista da Sérvia. Essa autonomia foi cortada por emendas constitucionais em 1989, provocando multidões de manifestantes albaneses de Kosovo, muitos deles que foram presos pela então autoridade iugoslava. Isto resultou numa declaração de um estado de emergência em fevereiro de 1990 e a resignação do Conselho Provinciano dos Ministros em maio.
Com respeito a esta crise política, os albaneses dominaram a Assembleia Provinciana e sugeriram que Kosovo fosse elevada a uma República dentro da Federação Iugoslava. Isto incitou a dissolução da Assembleia pelo governo sérvio e asserção de controle direto sobre as instituições de Kosovo.
Membros albaneses da então dissolvida Assembleia de Kosovo se encontraram de forma escondida em Kacanik e declaram a constituinte "República de Kosova" dentro da Iugoslávia. A Assembleia continuou e declarou "República de Kosova" como um Estado soberano e independente em 22 de setembro de 1991. Esta declaração foi endossada por um referendo não-oficial realizado alguns dias depois.

### Estrururas paralelas
Durante os anos noventa a República de Kosova estabeleceu uma extensiva rede de estruturas paralelas incluindo escolas, departamentos universitários e conselhos de reconciliação que formaram um sistema legal não oficial. Os sistemas de saúde paralelos continham "cirurgias caseiras" inadequadas lideradas por médicos pessoais que resultaram num aumento de mortalidade infantil e epidemias de doenças contagiosas em pequenas escalas. O Exército de Libertação do Kosovo (ELK) foi fundado durante esse período e iria começar uma campanha de guerrilha contra as autoridades sérvias em Kosovo.

### Intervenção da OTAN e cancelamento do status estabelecido
A ELK liderou a campanha de guerrilha e em janeiro de 1999 chamou a atenção da mídia mundial por cometer graves casualidades civis no vilarejo de Račak. Uma conferência internacional foi realizada em Rambouillet, França, após aquela primavera e resultou num proposto acordo de paz (o Acordo Rambouillet) que foi aceite pelos albaneses mas foi rejeitado pelo governo sérvio.
A falha do acordo resultou na campanha aérea da OTAN contra República Federal da Jugoslávia. Os ataques começaram em 24 de março de 1999 e terminaram em 11 de junho de 1999 quando as autoridades iugoslavas assinaram um acordo autorizando a Força de Kosovo e a Missão de Administração Interina das Nações Unidas no Kosovo para entrar em Kosovo.
A Missão de Administração Interina das Nações Unidas no Kosovo assumiu controle legislativo, judiciário e executivo de Kosovo e exercitou isso por um Representante Especial da Secretaria General. Um Conselho Transitivo de Kosovo foi estabelecido para permitir líderes comunitários e políticos para representar em decisões. A ELK foi dispensada e substituída pela TMK, uma organização para reações civis emergentes levemente armada.
A República de Kosova foi formalmente abolida quando suas instituições foram substituídas por instituições da Junta Interina de Estruturas Administrativas estabelecida pela Missão de Administração Interina das Nações Unidas no Kosovo.

## Líderes políticos[2]

### Presidente
- Ibrahim Rugova 1992-2000

### Primeiro-Ministro
- Jusuf Zejnullahu 1990-1991
- Bujar Bukoshi 1991-2000
- Hashim Thaçi 1999-2000 (em oposição)